# Ó̱
Ó̱ (minuscule : ó̱), appelé O accent aigu macron souscrit, est une lettre latine utilisée dans l’écriture du cabécar, du chicacha, de l’otomi de San Jerónimo Acazulco, et dans la romanisation ELOT 743 du grec adoptée par le GENUNG.

## Utilisation
Dans l’ELOT 743 de 1982, adopté par le GENUNG de l’ONU en 1987, ‹ Ó̱, ó̱ › peut être utilisé pour translittérer la lettre oméga tonos ‹ Ώ, ώ › pour le différencier du ‹ Ó, ó › qui peut translittérer à la fois le omicron tonos ‹ Ό, ό › et oméga tonos,,.

## Représentations informatiques
Le O accent aigu macron souscrit peut être représenté avec les caractères Unicode suivants : 
- précomposé et normalisé NFC (supplément latin-1, diacritiques) :

| formes    | représentations | chaînes de caractères | points de code | descriptions                                                      |
| --------- | --------------- | --------------------- | -------------- | ----------------------------------------------------------------- |
| capitale  | Ó̱               | Ó◌̱                    | U+00D3 U+0331  | lettre majuscule latine o accent aigu diacritique macron souscrit |
| minuscule | ó̱               | ó◌̱                    | U+00F3 U+0331  | lettre minuscule latine o accent aigu diacritique macron souscrit |

- décomposé et normalisé NFD (latin de base, diacritiques) :

| formes    | représentations | chaînes de caractères | points de code       | descriptions                                                                  |
| --------- | --------------- | --------------------- | -------------------- | ----------------------------------------------------------------------------- |
| capitale  | Ó̱               | O◌̱◌́                   | U+004F U+0331 U+0301 | lettre majuscule latine o diacritique macron souscrit diacritique accent aigu |
| minuscule | ó̱               | o◌̱◌́                   | U+006F U+0331 U+0301 | lettre minuscule latine o diacritique macron souscrit diacritique accent aigu |